# Heinrich Schroth (Schauspieler, 1893)
Heinrich Schroth (auch Heinrich Schroth-Collot, * 4. Juli 1893 in Mülhausen; † 7. März 1971 in Konstanz) war ein deutscher Theaterschauspieler, Theaterregisseur und Schriftsteller.

## Leben und Wirken
Heinrich Schroth verbrachte einen Teil seiner Kindheit in Graz in der Steiermark. Als Spross einer elsässischen Schauspielerfamilie wandte er sich im heimatlichen Mülhausen jung der Schauspielerei zu, belegt ist ein Engagement in der Spielzeit 1912/13 am Mülhausener Stadttheater. Anschließend wurde er zum Militärdienst einberufen, der ihn im Ersten Weltkrieg an die Front führte. Nach 1918 kehrte Schroth auf die Bühne zurück. Bis zum Beginn des Zweiten Weltkriegs erhielt er Engagements an die Stadttheater von Hanau, Heidelberg, Würzburg und Freiburg. In den Jahren 1941 bis 1944 wirkte er erneut im wieder deutsch gewordenen Mülhausen. In diesen Jahren aber auch schon vor 1939 war Schroth mehrfach außerdem als Regisseur tätig.
Nach dem Krieg wurde Konstanz sein neuer Lebensmittelpunkt. Seine Tochter Eleonore Schroth und er lebten in den frühen Nachkriegsjahren unter einem Dach in der Schulstraße 2, aber während Eleonore ein Festengagement als Schauspielerin erhielt, blieb ihr Vater ohne selbiges. Erst als Eleonore 1954 einer neuen Verpflichtung nach Hannover folgte, wurde Vater Heinrich Schroth vom Stadttheater ebenfalls fest verpflichtet und wirkte dort bis zum Jahr 1965. In der Spielzeit 1955/56 übernahm er beispielsweise eine Rolle in dem Drama Das kalte Licht von Carl Zuckmayer.
Heinrich Schroth verarbeitete seine Erlebnisse aus dem Ersten Weltkrieg in dem pazifistischen Antikriegsroman Kamerad Tod aus dem Jahr 1932.

## Werke
- Kamerad Tod. Steinemacher-Scheuchzer. Bülach/Schweiz 1932.